# Callyspongia (Cladochalina) plicifera
Callyspongia (Cladochalina) plicifera is een sponssoort in de taxonomische indeling van de gewone sponzen (Demospongiae). De spons behoort tot het geslacht Callyspongia en behoort tot de familie Callyspongiidae. De wetenschappelijke naam van de soort werd in 1814, als Spongia plicifera voor het eerst geldig gepubliceerd door Jean-Baptiste de Lamarck.

## Beschrijving
Callyspongia plicifera is een vaasvormige sponzensoort die tot 27 cm hoog en 13,5 cm in diameter kan wordt. Het buitenste oppervlak bestaat uit 0,5–1 cm diepe afgeronde putjes en groeven, terwijl het binnenste oppervlak glad is met 1–5 mm verspreide openingen. De opening aan de bovenkant is tot 6,5 cm in diameter en heeft een dunne, transparante kraag. Ze zijn meestal roze of lichtblauw, maar kunnen andere kleuren hebben, waaronder bruin, perzik of geel, en vertonen een overwegend lichtblauwe irisatie. 
Omdat Callyspongia plicifera geen chemische afschrikmiddelen produceert voor grazende vissen, genezen en groeien ze sneller als ze door vissen worden aangevreten dan andere sponssoorten in de Caraïben. De Callyspongia plicifera heeft een gemiddeld genezingspercentage van 8% oppervlakteregeneratie per dag nadat ze door vissen zijn aangevreten.

## Verspreiding
Het leefgebied van Callyspongia plicifera betreft het oost/zuidoostelijk deel van de Golf van Mexico, het zuiden van Florida en het gehele Caraïbisch gebied (waaronder de Antiliaanse eilanden Bonaire, Curaçao, Saba en Sint Eustatius).

## Gallerij

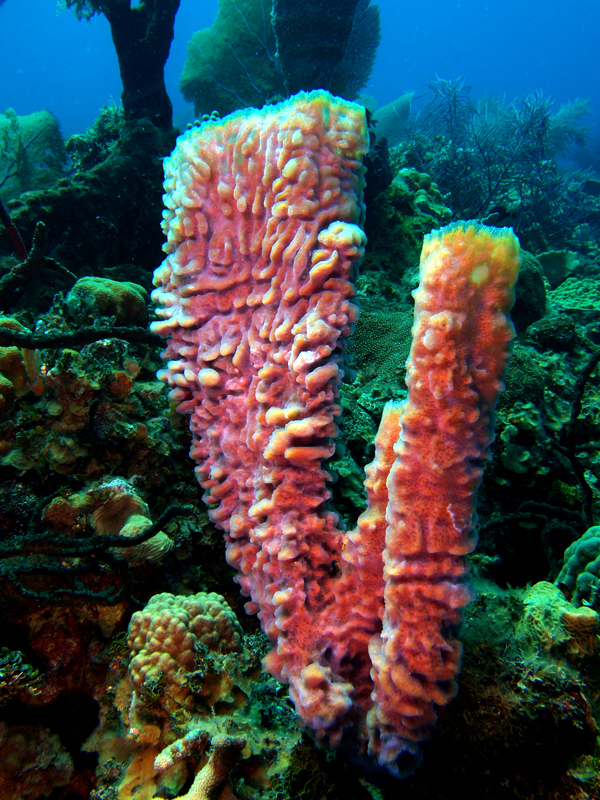
Een hoge roze variant.
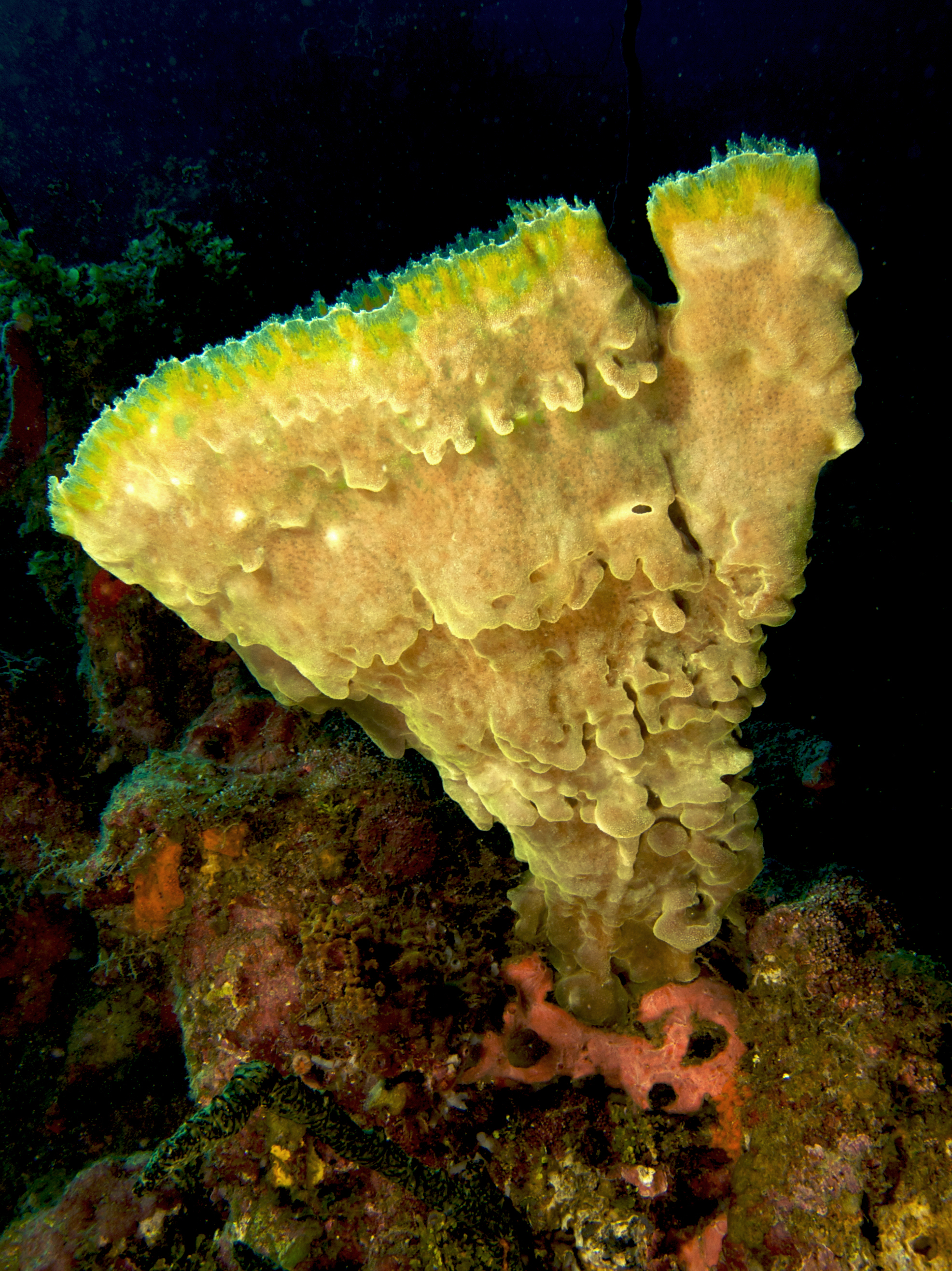
Een gele variant.
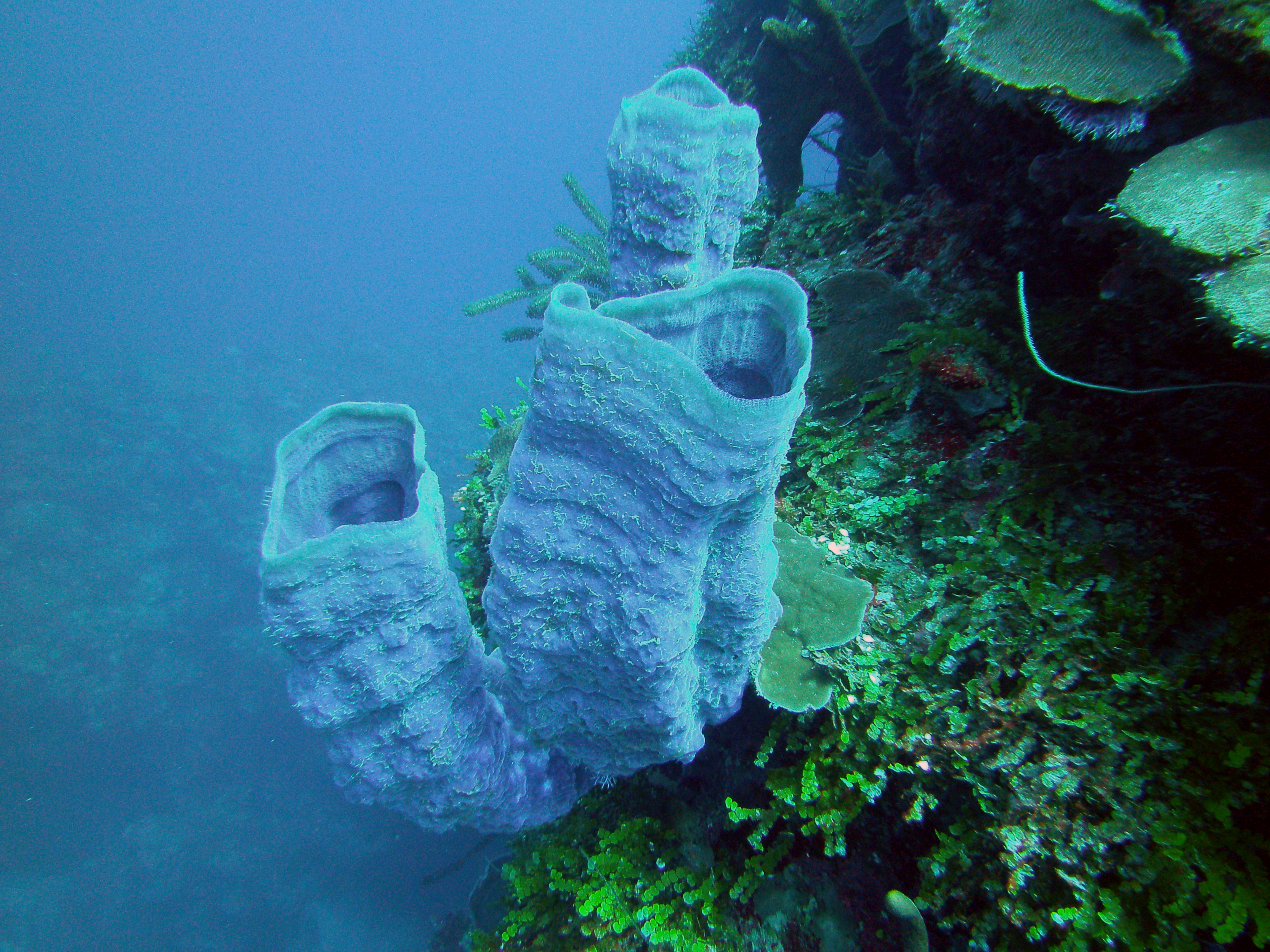
Een hoge blauwe variant.
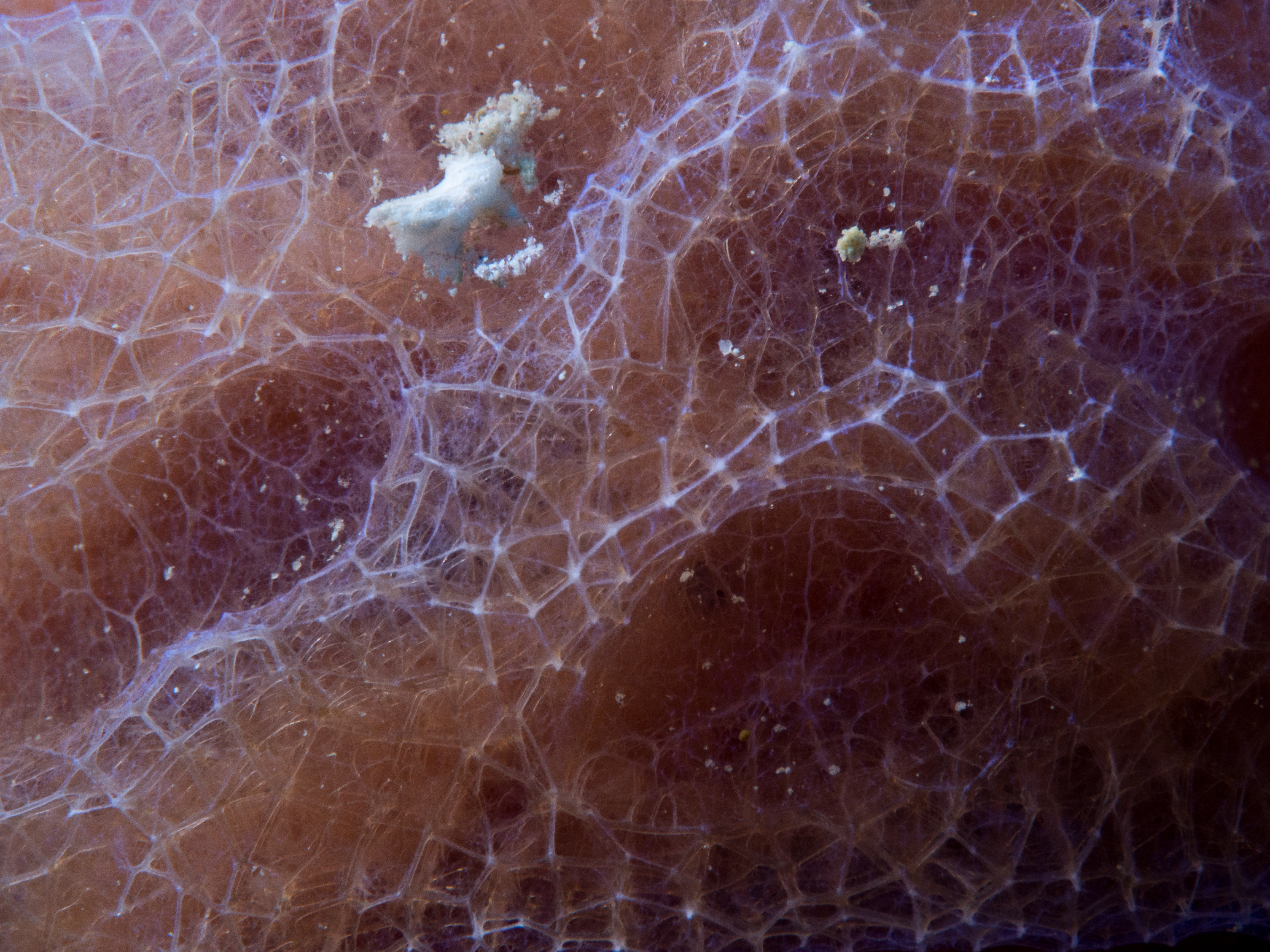
Een close-up die het skeletnetwerk laat zien.